# Пауљ Матејић
Пауљ Матејић (око 1770–1816) је био устанички заповедник у Првом српском устанку.
Родом је из Мелнице код Петровца на Млави која је у то време била у саставу Пожаревачке нахије у Смедеревском санџаку. Био је војвода Млавске кнежине Пожаревачке нахије од 1811. године. Војну каријеру је почео као капетан (буљубаша) под командом Петра Добрњца, да би после показане храбрости био унапређен у војводу.
Његов син Будимир Матејић оженио се кћерком кнеза Момира, а сестром војводе Иве Момировића.
Предводио устанике из млавског краја у првом српском устанку у многим значајним биткама, а једна од њих је била и на Чегру, приликом ослобађања Ниша.
У боју на Иванковцу решени да се бране по сваку цену устаници су се ушанчили на цариградском друму на Гиљу код Јагодине где се налазио Карађорђе са око 5.000 бораца. Други одбрамбени положај се налазио у селу Иванковац код Ћуприје источно од Мораве, где је био пут за Београд преко Пожаревца. Ту су били Миленко Стојковић и Петар Добрњац са Пожаревљанима, Стеван Синђелић са Ресавцима, Илија Стошић са Хомољцима, Милисав Ђорђевић са Црноречанима и Пауљ Матејић са борцима из Млаве. Било је укупно око 2.500 бораца на положају.
Српски владарски савет именовао га је после Букурешког споразума за првог сталног команданта Гургусовца (данашњи Књажевац).
После неког времена проведеног у Хабзбуршкој монархији у Србију се вратио 1815. године и до своје смрти остао у свом родном селу.